# Blandekonomi
Blandekonomi är en beteckning för ett ekonomiskt system. I modern historia innebär blandekonomi ett ekonomiskt-politiskt system där det huvudsakligen råder marknadsekonomi i syfte att ge ekonomisk tillväxt, men där statsmakten försöker påverka den ekonomiska utvecklingen för att utjämna konjunkturer och minska den sociala utslagningen. De flesta ekonomiskt välutvecklade länderna i världen har ett blandekonomiskt system.

## Arkeologisk kultur
Inom arkeologiska kulturer är blandekonomi ett ekonomiskt system som baseras på flera näringsgrenar. Exempelvis bedrev den gropkeramiska kulturen fångst kombinerat med odling och husdjursavel.

## Modern kultur
Under 1600-talet fanns det merkantilistiskt inriktade stater i Europa, som både styrde och stimulerade den framväxande kapitalistiska ekonomin.
Under 1900-talet kom vissa länder, bland annat de nordiska, att kombinera marknadsekonomi med delar av en marxistisk, demokratiskt socialistisk grundad planekonomi (läs mer: den nordiska modellen). Det gjordes genom en välutbyggd välfärdsstat med relativt höga skatter, stor offentlig sektor och höga bidrag, exempelvis jordbruksstöd. 1980- och 1990-talets form av blandekonomi, med successivt liberaliserad socialdemokrati i bland annat Norden, och socialliberal politik i USA och Storbritannien under Bill Clinton och Tony Blair, kallas också tredje vägens politik (third way). De svenska löntagarfonderna sågs som ett vänsterpolitiskt hot mot denna politik.